# Rickettsia
Rickettsia è un genere di batteri Gram-negativi, non sporigeni e parassiti intracellulari obbligati. Le loro dimensioni partono da un minimo di circa 100 nm.
I metodi di studio e di coltivazione in vitro si assimilano a quelli utilizzati per i virus. Le Rickettsie sono patogeni per l'uomo e altri animali, cui vengono trasmessi generalmente da artropodi quali le zecche, ma anche, più raramente, pulci o pidocchi.
Tra le malattie patogene per l'uomo va segnalata la rickettsiosi (o febbre bottonosa), il cui agente è Rickettsia conori, il tifo esantematico o petecchiale, il cui agente è Rickettsia prowazekii. La classificazione tassonomica di questi organismi è tuttora in discussione, e dipende dagli schemi considerati. Un tempo, alcuni autori ponevano Rickettsia nella classe dei microtabiotes, insieme ai virus in un ordine a sé stante.
Oggi, non c'è alcun dubbio che sia un genere di proteobatteri, quindi cellule eubatteriche, che hanno perduto molte funzioni importanti, data l'evoluzione come endoparassiti obbligati, similmente ai loro cugini mitocondriali.

## Nome
Le Rickettsie prendono nome da Howard Taylor Ricketts (1871-1910), che studiò la febbre delle Montagne rocciose nella Bitterroot Valley del Montana, e morì poi di tifo esantematico mentre studiava questa malattia a Città del Messico.

## Classificazione
La classificazione delle rickettsie ricadeva nel passato in tre gruppi, in base a metodiche sierologiche. Attualmente, con l'ingresso di metodologie basate sull'analisi di DNA, la vecchia classificazione è stata confermata ed ulteriormente ampliata. Si parte nel classificare le rickettsie in base ad un criterio eziopatogenetico, ovvero in:
- rickettsie della febbre bottonosa;[1]
- rickettsie del tifo esantematico e del tifo murino;
- rickettsie del tifo delle boscaglie

Il gruppo del tifo delle boscaglie è attualmente in via di riformulazione; alcuni autori hanno infatti accorpato questi microrganismi ad un nuovo genere a sé stante: il genere Orientia.
| Gruppo                                                         | Diffusione | Agente eziologico | Patologia correlata |
| -------------------------------------------------------------- | --- | --- | --- |
| Rickettsie della febbre bottonosa                              | 1. Mondo occidentale; 2. Usa, paesi dell'ex Unione Sovietica; 3. Paesi mediterranei, Africa, Asia medio-occidentale, India; 4. Siberia, Mongolia, Cina Settentrionale; 5. Australia; 6. America settentrionale, America meridionale, Europa meridionale, Australia; 7. Giappone; 8. Sud-Africa; 9. Croazia, Spagna, Georgia (USA) | 1. rickettsia rickettsii 2. rickettsia akari 3. rickettsia conorii 4. rickettsia sibirica 5. rickettsia australis 6. rickettsia felis 7. rickettsia japonica 8. rickettsia africae 9. rickettsia hoogstraalii | 1. Febbre esantematica delle montagne rocciose 2. rickettsialpox 3. Febbre bottonosa 4. Febbre da zecche del Nord-Asia 5. Febbre da zecche del Queensald 6. Febbre esantematica da zecche 7. Febbre esantematica del Giappone 8. Febbre da morso di zecca dell'Africa 9. Patogenicità sconosciuta |
| Rickettsie del tifo                                            | 1. Diffusione globale 2. Diffusione globale | 1. rickettsia prowazekii 2. rickettsia thypi | 1. Tifo epidemico 2. Tifo endemico: tifo murino |
| Rickettsie del tifo delle boscaglie (in via di riformulazione) | 1. Russia orientale, Giappone, Sud America | 1. Rickettsia tsutsugamushi | 1. Tifo delle boscaglie |

## Rickettsie e mitocondri
La teoria dell'endosimbionte spiega che un qualche genere di Rickettsiales sia da annoverare tra i possibili simbionti endocellulari che avrebbero, circa 2 miliardi di anni fa, intessuto un rapporto così stretto con le cellule ospiti da diventare nel tempo gli attuali endosimbionti mitocondriali, responsabili dei principali processi di produzione energetica degli eucarioti, quindi delle cellule ospite eucariotiche. 
Alcuni tratti del loro genoma si riscontra infatti assimilabile a quello degli endosimbionti mitocondriali; il genoma di R. prowazekii come esempio, di 1111523 bp viene esaminato in un importante articolo sull'argomento.

## Rickettsie e virus
La recente scoperta di un altro parallelo tra rickettsie e virus può diventare una base per la lotta contro il virus HIV.
La risposta immunitaria umana al tifo fluviale giapponese, da Orientia tsutsugamushi, sembra fornire un effetto benefico contro la progressione di infezioni da HIV, influenzando negativamente il processo di replicazione virale. Una ragione probabile è il certo grado d'omologia genetica tra rickettsia e virus, dove alcuni epitopi sono condivisi in entrambi i patogeni.